# 西尾京子
西尾 京子（にしお きょうこ、1844年9月14日 - 1913年7月8日）は、日本の助産婦。明治から大正にかけて約30年にわたり産婆として活躍するとともに、東京府産婆会の副会長や幹事を務めた。

## 経歴・人物
明治17年(1884年)に東京府の産婆免許状、さらに明治20年（1887年）内務省の免許を取得し、産婆を開業した。また、向上心に富み、明治24年（1891年）帝国大学医科大学（現東京大学医学部）婦人科の産婆養成所に入学、翌明治25年に第二期生として卒業した。
義侠心に富む腕利きの産婆として地域で知られていた。日清戦争期には、従軍者の妻女を無料で救済したり貧困家族の嬰児を引き取ったりしていたことが報じられ、また若き母親の役に立つものとして、嬰児の泣声についての同氏の研究談が掲載されている。
東京府産婆会の副会長や幹事を務めるとともに、早産児の保育に関し、「育たぬ早産児を育てる器機」と称する保育器を発明するなどの功績があったことが伝えられている。